# Hôtel du Paradis
Pour plus de détails, voir Fiche technique et Distribution.
Hôtel du Paradis est un film dramatique britanno-français réalisé et écrit par Jana Boková et sorti au Festival de Cannes 1987.
Selon Le Monde, le film n'a pas d'histoire à proprement parler, mais c'est plus « un puzzle, un assemblage de miettes de vie ».

## Fiche technique
- Titre original français : Hôtel du Paradis[2]
- Réalisateur : Jana Boková
- Scénario : Jana Boková
- Photographie : Gérard de Battista
- Montage : Yves Deschamps, Bill Shapter
- Musique : Rodolfo Mederos
- Décors : Patrick Weybel
- Producteurs : Alan Capper, Tom Donald, Simon Perry, Claude Pierson
- Sociétés de production : Channel Four Films, Antenne 2, London Cultural Trust Productions Ltd., Portman Productions, Umbrella Films
- Pays de production :  France,  Royaume-Uni
- Langue de tournage : français
- Format : Couleurs
- Durée : 113 minutes
- Genre : drame
- Dates de sortie :
  - France : 10 mai 1987

## Distribution
- Fernando Rey : Joseph
- Fabrice Luchini : Arthur
- Bérangère Bonvoisin : Frédérique
- Georges Géret : Dr. Jacob
- Hugues Quester : Maurice
- Marika Rivera : Marika
- Carola Regnier (de) : Sarah
- Raúl Gimenez : Emilio
- Juliet Berto : la prostituée
- Sacha Briquet : Georges
- Lou Castel : le vagabond
- Michael Medwin : le producteur anglais
- Sheila Kotkin : Sheila
- Aurelle Doazan : la fille du rêve
- Max Berto : Max
- Pascal Aubier : le serveur
- Alex Joffé
- Artus de Penguern : Patrick
- Zanie Campan : Lucienne Bayer
- Gilberte Géniat : la concierge
- Madeleine Marie
- Consuelo de Haviland : Barbara
- Remi Deroche : Harry
- Catherine Mathely : Marianne
- Irene Langer : Irene
- Gérard Courant

## Production
Le film a coûté 704 000 livres sterling.